# Centaurea leucomelaena
Centaurea leucomelaena — вид квіткових рослин айстрових (Asteraceae). Ендемік Албанії.